# IBC 이와테 방송

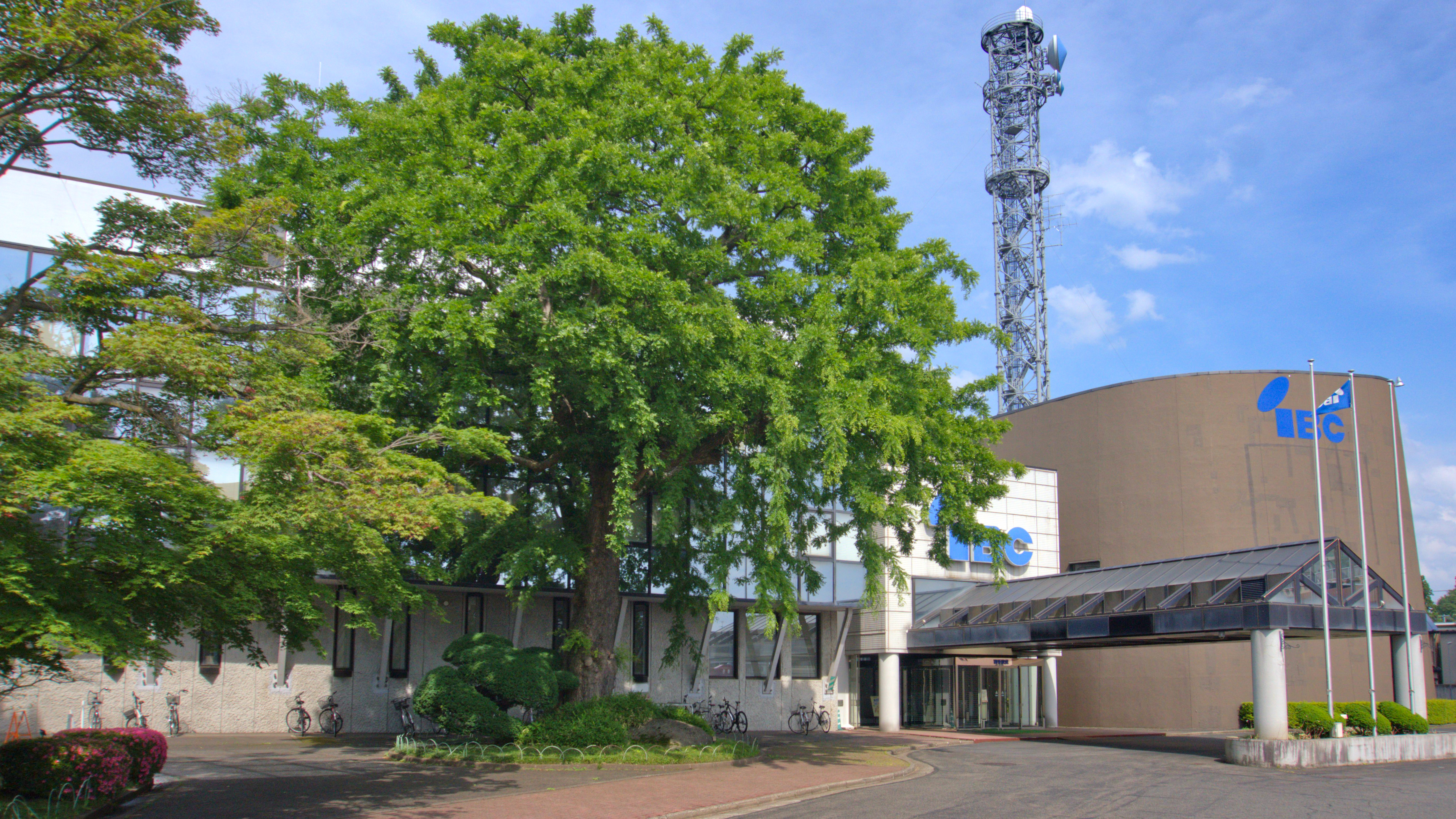

IBC 이와테 방송은 이와테현의 첫 번째 민영방송국으로 라디오 방송국은 1953년 12월 25일에, 텔레비전 방송국은 1959년 9월 1일에 개국했다.
약칭은 IBC, 라디오 콜사인은 JODF, 텔레비전 콜사인은 JODF-DTV이다.

## 개요
- 텔레비전 방송국은 JNN계열국, 라디오 방송국은JRN과 NRN의 크로스넷 방송국이다.
- 근처에 있는 아키타현에는 JNN 계열국이 없기 때문에 JNN의 보도 프로그램을 아키타 현에서 생중계할 경우에는 원칙적으로 IBC가 담당하고 있다.(IBC에서 담당할 수 없는 경우에는 JNN 도호쿠 지구 기간국인 도호쿠 방송이 담당하기도 한다.
- 개국 초기에는 모리오카시 아오야마 지구에 IBC의 라디오 송신소가 있었으나 도시화와 설비 노후때문에 1971년 12월 25일 지금 사용하고 있는 송신소로 이전했다.
- 라디오 개국 당시로부터 50년 이상 경과한 지금도 난청지역이 많으며 이 때문에 니노헤시의 경우 니노헤 FM 보완중계국이 개국하기 전까지 니노헤시에 있는 공동체 소출력 라디오 방송국을 통해 방송을 재전송 하는 일본에서 유래없는 방식으로 난청문제를 해결한 적이 있었다.
  - 이와테현은 산악 지대여서, 주로 연안부나 현 북부(특히 니노헤 주변)에 난청 지역이 많다. 그리고 모리오카 시내에서도 지역에 따라서는 혼신이 일어나는 일이 있고 NHK 도쿄 제2라디오가 500kW의 대출력으로 방송을 송신하고 있기 위해 야간의 원거리 청취는 어렵다.또한 심야에 NHK 도쿄 제2라디오가 정파를해도 IBC 모리오카 본국은 NHK 나가사키 제1라디오와 동일한 주파수를 사용해서 서일본에서는 새벽에 NHK 나가사키 제1 방송이 정파할 때 청취할 수 있었지만 NHK 1라디오가 24시간 방송을 하면서 정파를 거의 하지 않게 되었기 때문에 사실상 서일본에서의 원거리 청취가 불가능하게 되었다.
  - 하지만 JRN 및 NRN의 라인&테이프 네트워크 프로그램은 일본의 저작권법·방송법 규정상 재발송신을 하지 못하고 있으며, 이에 따라 이러한 프로그램이 방송되는 시간대에는 음악을 방송하고 있다.
- 2001년부터 수익감소에 대처하기위한 업무 효율화를 위해, 영업·편성·제작·기술 관리의 각부문을 라디오·텔레비전 공통으로 한다고 하는 라디오-텔레비전 겸영방송국으로서는 드문 조직 형태를 만들었으나 2005년 8월 1일부터 조직 재편에 의해 예전처럼 2부제가 되었다.
- 2011년 동일본 대지진 발생 이후 IBC 라디오 수신이 어려웠던 야마다정에 재해 관련 정보를 전달하기 위해 임시 FM 방송국 "IBC 야마다 재해FM"을 설치했으며, 이 FM 방송국은 4년 후인 2015년 3월 29일 일반 중계국으로 전환되었다.

## 역사
- 1953년 12월 7일 - 이와테방송 주식회사창립.
- 1953년 12월 25일 - 일본에서 31번째로 라디오 방송 개시.(당시 주파수는 940kc.후에 720kc로 변경) ※kc=kHz
- 1959년 9월 1일 - 텔레비전 방송 개시.
- 1966년 9월 18일 - 컬러 방송 개시.
- 1971년 12월 - 라디오 출력을 5 kW로 증력.
- 1978년 11월 23일 주파수 대역변경에 따라 684 kHz로 주파수 변경.
- 1980년 11월 1일 음성다중방송 개시.(TV 이와테와 같은 날)
- 1986년 본사 사옥이 모리오카시 도시 경관 건축상을 수상
- 1986년 6월 7일 IBC 방송 회관 준공(새로운 스튜디오를 설치).
- 1994년 10월 1일 오후나토 라디오 중계국 주파수 변경 및 출력 강화.(1485 kHz 100 W → 684 kHz 1 kW)
- 1995년 6월 23일 주식회사 아이비시 이와테 방송으로 상호 변경.
- 2000년 10월 1일 다노하타 라디오 중계국 개국(1062 kHz 300 W).
- 2005년 5월 11일 지상파 디지털 방송용의 사옥과 송신탑이 현재의 사옥근처에 완성.
- 2005년 7월 29일 지상파 디지털 텔레비전 방송 면허를 신청.
- 2005년 8월 1일 편성·제작·기술 부문을 라디오, 텔레비전 방송국 2부제로 한다(라디오 부문은 「IBC 라디오 센터」로 재편).
- 2005년 8월 25일 AM방송국에서는 첫 번째로 팟캐스팅서비스, 「IBC 팟캐스팅」을 개시.
- 2005년 11월 15일 - 지상파 디지털 텔레비전 방송 예비 면허를 교부.
- 2006년 1월 23일, 니노헤 지구의 라디오 난청취대책으로 공동체 소출력 라디오 방송국을 통해 프로그램 일부를 재발송신하기 시작.
- 2006년 9월 25일 지상파 디지털 텔레비전 방송 본면허 교부.
- 2006년 10월 1일 지상파 디지털 텔레비전 본방송 개시.
- 2007년 4월 2일 철야방송 실시.(정규방송 시작 전까지 TBS 뉴스버드 재전송)
- 2007년 7월 2일 스튜디오 설비 하이비전화.
- 2008년 9월 28일 이 날을 기점으로 지구 온난화방지 대처를 이유로 텔레비전 24시간 방송을 취소한다.(단, 태풍 접근 등 긴급상황에서는 방송시간 종료 후에도 방송을 행하는 경우가 있다.)
- 2010년 2월 8일 일본 최초로 NTT 도코모 휴대 전화에서 IBC가 취재한 이와테 현 관련 뉴스를 24시간 볼 수 있는 휴대폰용 인터넷 사이트 "IBC 채널" 운영 시작.
- 2011년 3월 17일 재해정보 송신을 위해 난청지역이었던 야마다정에 임시 FM 방송국 "IBC 야마다 재해FM"(주파수 76.7MHz, 출력 10W)를 개국.
- 2012년 3월 31일 지상파 아날로그 텔레비전 방송 종료.
- 2015년 3월 29일 임시 방송국 IBC 야마다 재해FM을 "IBC 라디오 야마다 FM 중계국"으로 전환
- 2016년 2월 1일 - 텔레비전 24시간 방송 재개
- 2018년 9월 30일 시설 노후로 인해 마에자와 중계국 폐지

## 라디오

### 라디오 주파수
| 방송국·중계국                   | 콜사인 | 주파수  | 출력 | 비고                            |
| ------------------------------- | ------ | ------- | ---- | ------------------------------- |
| 모리오카 방송국                 | JODF   | 684kHz  | 5kW  |                                 |
| 모리오카 FM 보완중계국          | -      | 90.6MHz | 1kW  |                                 |
| 오후나토 중계국                 | -      | 684kHz  | 1kW  | JOLO라는 콜사인이 존재했었음    |
| 구지 중계국                     | -      | 684kHz  | 100W |                                 |
| 이와이즈미 중계국               | -      | 684kHz  | 100W |                                 |
| 가마이시 중계국                 | JODM   | 1062kHz | 100W |                                 |
| 미야코 중계국                   | JODN   | 1557kHz | 100W |                                 |
| 타노하타 중계국                 | -      | 1062kHz | 300W |                                 |
| 야마다 FM 보완중계국            | -      | 76.7MHz | 10W  |                                 |
| 이와이즈미 오모토 FM 보완중계국 | -      | 80.3MHz | 20W  |                                 |
| 이치노세키 FM 보완중계국        | -      | 85.5MHz | 10W  |                                 |
| 니노헤 FM 보완중계국            | -      | 80.5MHz | 100W |                                 |
| 오쓰치 FM 보완중계국            | -      | 80.5MHz | 20W  |                                 |
| 토노 FM 보완중계국              | -      | 87.8MHz | 20W  |                                 |
| 무로네 FM 보완중계국            | -      | 86.4MHz | 10W  |                                 |
| 마에자와 중계국                 | JODL   | 1062KHz | 100W | 시설노후로 2018년 9월 30일 폐국 |

## 텔레비전

### 텔레비전 네트워크의 변천
- 1959년 9월 1일 - 텔레비전방송 개시.뉴스 네트워크 JNN에 가맹한 후부터 뉴스네트워크는 라디오도쿄TV→도쿄방송 완전가맹국이지만 일반 프로그램은 TBS·니혼TV·후지 TV·NET-TV의 프로그램을 조합한 편성이었다.
- 1967년 6월 - 민간방송 교육협회에 가맹.
- 1969년 12월 1일 - TV 이와테 개국에 따라 일부 프로그램을 제외한 니혼TV 프로그램이 중단되고 NET-TV의 프로그램이 생방송 프로그램을 중심으로 대부분 이행되어 후지 텔레비전의 프로그램이 증가하지만 FNS에는 가맹하지 않았다.
- 1975년 3월 31일 - 간사이지역 준 준심방송국 네트워크 교체에 따라 간사이지역 준 중심방송국이 아사히 방송에서 마이니치 방송으로 변경되었다.
  - 그렇지만, 일부 아사히 방송 제작 전국방송 프로그램은 IBC 이와테 방송이나 TV 이와테에서 계속 방송하기도 했다.
- 1980년 4월 1일 - TV 이와테가 ANN을 이탈하면서 TV아사히 프로그램이 증가하나 일부 프로그램은 TV이와테에서 이행되지 않았다.
- 1991년 4월 1일 - 이와테 멘코이 TV 개국에 따라 후지TV 프로그램이 사라진다.
- 1996년10월 1일 - 이와테 아사히 TV 개국에 따라 민간방송 교육협회 제작분을 제외한 TV아사히 프로그램이 중단되면서 JNN 완전가맹국이 되었다.

## 보충서술
- 예전에는 매년 3월 라디오 방송을 통해 현립 고교입학 시험 합격자 명단을 방송하는 특별 프로그램을 각 중계국에서 독자적으로 방송하고 있었지만 이와테 현 교육위원회가 공립 고등학교 합격자 발표 방식을 합격자 이름이 아닌 수험 번호로 발표하기로 하면서 1996년을 마지막으로 중단되었다.
- 2009년 8월 24일 8월 10일에 열린 환송회에서 동료 사원에게 우산이나 벨트등을 이용해 집단린치를 가해 전치 10일의 부상을 입힌 혐의로 영업 부장, 영업부 주임, 부주임 3명이 경찰서에 체포되었으며 이들이 체포된 이 날 방송국 측에서는 이 일에 대한 사죄의 프로그램을 방송하였다.

## 이와테현에 있는 다른 텔레비전·라디오 방송국
- NHK 모리오카 방송국
- TV 이와테(TVI)(니혼 TV 계열)
- 이와테 아사히 TV(IAT)(TV 아사히 계열)
- 이와테 멘코이 TV(mit)(후지 TV 계열)
- FM이와테(JFN 계열)